# Карлос Мануел Кесада
Карлос Мануел де Сеспедес и Кесада (на испански: Carlos Manuel de Céspedes y Quesada) е кубински революционер, писател и дипломат. Президент на Куба през 1933 г.

## Биография
Син е на Карлос Мануел де Сеспедес и Ана Мария де Кесада и Лоинас. Също е далечен братовчед на Перучо Фигередо. През 1915 г. Кесада се жени за Лаура Бертини Алесандри, италианка, първо в Рим, а след това отново в кметството на Ню Йорк при кмета Джон Пурой Мичъл. Те имат дъщеря – Алба де Сеспедес. Получава образованието си първо в Ню Йорк до 1885 г., когато майка му го отвежда със сестра му близначка в Германия. По-късно получава дипломи по международно право и дипломация от Колежа Станислас в Париж, Франция. През 1895 г. се завръща в Куба и до 1898 г. се сражава във Войната за независимост, ставайки teniente coronel (подполковник) и революционния пост на губернатор на провинция Сантяго де Куба.

### Първоначална роля в кубинската политика
По-късно Кесада навлиза в кубинската политика и от 1902 до 1908 г. е вицепрезидент на Камарата на представителите на Куба. След това през 1909 г. се присъединява към кубинската дипломатическа служба и представлява страната си в Италия, в Аржентина и като специален пратеник в Гърция. През 1914 г. е кубински посланик в Съединените щати. Той се завръща в Куба през 1922 г. за да стане външен министър при Херардо Мачадо, но подава оставка след една година. Тогава президентът Мачадо го назначава за посланик в Мексико, но Кесада забавя заминаването му поради влошено здраве.

### Президентство
След това активно се опитва да свали Мачадо от власт. През август 1933 г. Мачадо бяга от Куба и на Сеспедес е предложена позицията на президент. Встъпва в длъжност на 13 август 1933 г.
Кабинетът на Сеспедес включва Gobernación, полковник Федерико Ларедо Бру, д-р Карлос Саладригас Саяс, д-р Хоакин Мартинес Саенс и други.
Още на 19 август 1933 г. Съмнър Уелс отбелязва нарастващото напрежение в кубинската армия след поемането на президентския пост от Карлос Мануел Кесада. Причините за напрежението в армията са, че на различни длъжностни лица от администрацията на Мачадо е било разрешено да напуснат страната, че високопоставени служители от армията, които са част от администрацията на Мачадо все още заемат своите позиции в армията и че генерал Сангили, началник-щаб на армията все още е в болница. Уелс отбелязва следното на 24 август 1933 г.:
„Бързо стигам до заключението, че първоначалната ми надежда, че сегашното правителство на Куба (администрацията на Кесада) може да управлява като конституционно правителство за остатъка от мандата, за който самият генерал Мачадо беше избран, трябва да отпадне. Ако солидно и разчитащо на непоколебима подкрепа на армията и ако групите и партиите, представени в настоящото правителство, бяха единодушни в подкрепата си на администрацията, би могло да бъде възможно съществуващото правителство да се поддържа, да приеме необходимото законодателство от всякакъв вид и провеждане на общите национални избори през ноември 1934 г., както първоначално се очакваше. В интерес на истината обаче протича общ процес на разпадане. Армията в никакъв случай не е в задоволително състояние и рецидивът на здравето на генерал Сангили, началник-щаб и единственият високопоставен офицер в кубинската армия, който може да командва своите подчинени, е забавил предприемането на мерките, необходими за налагане на дисциплина в армията, които той сам би могъл да предприеме задоволително“.
Предвид тези обстоятелства Уелс предлага „общи избори да се проведат след около 3 месеца, така че Куба да може отново да има конституционно правителство в истинския смисъл на думата“. Кесада се съгласява и на 25 август 1933 г. издава президентски указ 1298, който основно анулира конституционните реформи от 1928 г. и възстановява изцяло Конституцията на Куба от 1901 г., прекратява президентския мандат на Мачадо, разпуска Кубинския конгрес, освобождава местата на Върховния съд на Куба и обявява, че общи избори ще се проведат на 24 февруари 1934 г. за нов президентски мандат, който да започне на 20 май 1934 г. Указът очевидно има за цел да осигури политическа стабилност и да внесе обществено доверие в администрацията на Кесада. Въпреки намерението си администрацията на продължава само още 11 дни от датата на обявяването му.
Въпреки тези мерки на 4 – 5 септември 1933 г. се провежда бунтът на сержантите, докато Карлос Мануел Кесада е в Матансас и Санта Клара, след като ураганът опустошава тези региони. Ураганът коства живота на 200 души и щети за милиони. След като се връща и стига до президентския дворец, Рамон Грау и членове на DEU или Directorio Estudiantil Universitario го очакват. „В 13:00 часа кабинетът на Кесада подава оставка и президентът напуска двореца, за да отиде в собствената си къща. Веднага след това комитетът от петима членове (Пентархия от 1933 г.) на революционната група превзема двореца като изпълнителна власт на Кубинската република“.
След това Карлос Мануел Кесада се завръща във външната служба и става кубински посланик в Испания. През 1935 г. се завръща в Куба и написва няколко книги, включително Carlos Manuel de Céspedes, Las Banderas de Yara y de Bayamo и Manuel de Quesada y Loynáz.
Получава множество отличия и награди, включително Големия кръст на Ордена на Карлос Мануел де Сеспедес от Куба, Големия кръст на Белгия, Големия кръст на Италия, Големия кръст на Перу, Големия кръст на Испанската република, Голямата лента на Ордена на освободителя на Венецуела, Ордена за заслуги (Чили), командир на Националния орден на Почетния легион на Франция и на Ордена на Св. Лазаро и Св. Морис от Италия.
Умира на 28 март 1939 г. в Хавана от сърдечен удар и е погребан в Cementerio de Cristóbal Colón.